# Саво Манојловић
Саво Манојловић (Приштина, 25. јануар 1986) српски је правник, активиста и политичар. Представник је иницијативе Крени-промени. Био је активан у организацији еколошких протеста у Србији 2021—2022.

## Биографија
Основну школу је уписао у свом родном граду, али се због рата на Косову и Метохији преселио у Београд, где је завршио основно, а касније, у Тринаестој београдској гимназији и средње образовање. Године 2008. дипломирао је на Правном факултету Универзитета у Београду.
У Институту за упоредно право запослен је од 2015. године. Тренутно је у статусу истраживача сарадника. Председник је Удружења за заштиту уставности и законитости. Члан је Српског удружења за уставно право и Скупштине слободне Србије. Као представник иницијативе Крени-промени, био је организатор протеста против предлога измене Закона о референдуму и народној иницијативи, као и Закона о експропријацији, али и против доласка компаније Rio Tinto и уништавања Макиша.
Године 2022. је докторирао из области права и добио награду за најбољи докторат Фондације „Миодраг Јовичић“.